# R-13 (Rakete)
Die R-13 (NATO-Codename SS-N-4 Sark, GRAU-Index 4K50) war eine U-Boot-gestützte ballistische Rakete (SLBM) der ehemaligen Sowjetunion.
Die R-13 war eine einstufige Rakete mit Flüssigkeitstriebwerken. Die Entwicklung begann 1955 und die Rakete wurde 1961 in Dienst gestellt. Sie ähnelte der R-11FM Rakete, was zu Verwirrung bei westlichen Geheimdiensten während des Kalten Krieges führte. Zwischen 1965 und 1975 wurde die Rakete außer Dienst gestellt.
Die Rakete war das erste sowjetische Muster, welches kleine Raketentriebwerke anstatt aerodynamischer steuerbarer Flächen benutzte, um grobe Kurskorrekturen durchzuführen. Trotzdem wurden vier Stabilisatoren beibehalten, um die Rakete in der Anfangsphase auf Kurs zu halten. Der Start fand vom aufgetauchten U-Boot aus statt. 
Während der Testphase vor der Indienststellung waren 26 von 32 Testflügen erfolgreich (81 %). Während die Rakete stationiert war, waren 225 von 311 Flügen erfolgreich (72 %).